# Massingir
Massingir es una villa y también uno de los doce distritos que forman la provincia de Gaza en la zona meridional de Mozambique, región fronteriza con las provincias de Manica, de Inhambane y de Maputo. Región ribereña del Océano Índico y fronteriza con Zimbabue (Provincia de Masvingo) y Sudáfrica (Provincia de Limpopo) que geográficamente pertenece a la ecorregión de salobral del Zambeze en la cuenca del río Limpopo.
Su centro administrativo lleva el mismo nombre, y se encuentra en la zona meridional del distrito.

## Características
Limita al norte con el distrito de Chicualacuala, al oriente con Mabalane y Chókwè, al sur con la provincia de Maputo y al occidente con Sudáfrica.
Tiene una superficie de 5.878 km² y según el censo de 2007 una población de 28.470, lo cual arroja como densidad 4,8 habitantes/km². Se ha presentado un aumento de 27,8% con respecto a los 22.284 registrados en 1997.

## División administrativa
Este distrito formado por ocho localidades, se divide en tres puestos administrativos (posto administrativo), con la siguiente población censada en 2005:
- Massingir, sede, 10 514 (Tihovene y Rengane).
- Mavodze, 8 480 (Machamba y Chibotane).
- Zulo, 8 763 (Chitar y Nucatine).

## Medio Ambiente
Sabana arbolada de mopane del Zambeze, en el Parque Transfronterizo del Gran Limpopo, un parque de la paz que vincula al parque nacional Kruger con el parque nacional Gonarezhou en Zimbabue y al parque nacional de Limpopo en Mozambique. Los cañones del parque Kruger han sido nombrados Reserva de la Biosfera por la Unesco.